# Pelotomaculum
Pelotomaculum è un genere di batterio appartenente alla famiglia delle Peptococcaceae.